# Deutzia yaeyamensis
Deutzia yaeyamensis là một loài thực vật có hoa trong họ Tú cầu. Loài này được Ohwi mô tả khoa học đầu tiên năm 1938.